# Japan Trustee Services Bank
Japan Trustee Services Bank, Ltd. — ранее существовавший японский трастовый банк. Наряду с The Master Trust Bank of Japan и Trust & Custody Services Bank являлся одним из трёх крупнейших трастовых банков Японии. Основным направлением деятельности являлось управление активами для трастовых фондов. Банк входит в состав JTC Holdings. В июле 2020 года Trust & Custody Services Bank и Japan Trustee Services Bank были объединены и сформировали Custody Bank of Japan.
Банк был сонован 20 июня 2000 года Daiwa Bank, Limited (впоследствии ставший Resona Bank, Limited) и Sumitomo Trust & Banking Co., Ltd. (впоследствии ставший Sumitomo Mitsui Trust Bank, Limited).